# هجدهمین مراسم گلدن گلوب
۱۸مین مراسم گلدن گلوب برای ارج نهادن به بهترین فیلم و شوی تلویزیونی سال ۱۹۶۰ در تاریخ ۱۶ مارس سال ۱۹۶۱ برگزار شد
الیزابت تیلور، در این دوره کاندیدای بهترین بازیگر شده بود. برت لنکستر یکی از بهترین‌های هالیوود در در دهه ۱۹۴۰ و ۱۹۵۰ و ۱۹۶۰ برنده بهترین بازیگر نقش اول مرد شد.
جک لمون اولین بازیگر مردی است که دو بار پیاپی برنده می‌شود و وی پس از دنی کی دومین بازیگری است که دو بار برنده بهترین بازیگر کمدی شده‌است

## برندگان و نامزدها

### فیلم سینمایی

#### جایزه گلدن گلوب بهترین فیلم – درام
اسپارتاکوس
- المر گنتری
- میراث باد
- پسران و عشاق
- طلوع در کمپوبلو

#### جایزه گلدن گلوب بهترین فیلم – موزیکال یا کمدی
آپارتمان
- The Facts of Life
- چمن همسایه سبزتر است
- در ناپل شروع شد
- مأمور ما در هاوانا

ترانه بی‌پایان
- Bells Are Ringing
- کن کن
- بیا عشق بورزیم
- Pepe

#### جایزه گلدن گلوب بهترین بازیگر مرد – فیلم درام
برت لنکستر – المر گنتری
- تروور هاوارد – پسران و عشاق
- لارنس الیویه – اسپارتاکوس
- دین استاکول – پسران و عشاق
- اسپنسر تریسی – میراث باد

#### جایزه گلدن گلوب بهترین بازیگر زن – فیلم درام
گریر گارسون – طلوع در کمپوبلو
- دوریس دی – توری نیمه‌شب
- نانسی کوان – دنیای سوزی وانگ
- جین سیمونز – المر گنتری
- الیزابت تیلور – باترفیلد ۸

#### جایزه گلدن گلوب بهترین بازیگر مرد – فیلم موزیکال یا کمدی
جک لمون – آپارتمان
- کانتینفلاس – Pepe
- درک بوگارد – ترانه بی‌پایان
- کری گرانت – چمن همسایه سبزتر است
- باب هوپ – The Facts of Life

#### جایزه گلدن گلوب بهترین بازیگر زن – فیلم موزیکال یا کمدی
شرلی مک‌لین – آپارتمان
- لوسیل بال – The Facts of Life
- کاپوسین – ترانه بی‌پایان
- جودی هالیدی – Bells Are Ringing
- سوفیا لورن – در ناپل شروع شد

#### جایزه گلدن گلوب بهترین بازیگر نقش مکمل مرد
سال مینئو – خروج
- Lee Kinsolving – The Dark at the Top of the Stairs
- لوئیس ریموند استریکلین – غارتگران
- وودی استرود – اسپارتاکوس
- پیتر یوستینف – اسپارتاکوس

#### جایزه گلدن گلوب بهترین بازیگر نقش مکمل زن
جنت لی – روانی
- اینا بلین – از تراس
- شرلی جونز – المر گنتری
- شرلی نایت – The Dark at the Top of the Stairs
- مری یور – پسران و عشاق

#### جایزه گلدن گلوب بهترین کارگردانی
جک کاردیف – پسران و عشاق
- ریچارد بروکس – المر گنتری
- استنلی کوبریک – اسپارتاکوس
- بیلی وایلدر – آپارتمان
- فرد زینمان – کوچ‌نشین‌ها

#### جایزه گلدن گلوب بهترین موسیقی
دیمیتری تیومکین – آلامو
- ارنست گلد – خروج
- جانی گرین – Pepe
- الکس نورث – اسپارتاکوس
- جورج دانینگ – دنیای سوزی وانگ

#### Best Film to Promote International Understanding
Hand in Hand
- توطئه قلب‌ها

#### Most Promising Newcomer – Male
مایکل کالان

مارک دیمون

برت هالسی
- پیتر فالک
- دیوید جانسن
- رابرت وان

#### Most Promising Newcomer – Female
اینا بلین

نانسی کوان

هیلی میلز
- جیل هیورث
- شرلی نایت
- جولی نیومر

#### Henrietta Award (World Film Favorite)
تونی کرتیس

راک هادسن

جینا لولوبریجیدا

#### Special Award
کانتینفلاس (For comedy)

استنلی کریمر (For artistic integrity)

#### Special Merit Award
کوچ‌نشین‌ها

#### Samuel Goldwyn Award
The Trials of Oscar Wilde (English-Language Foreign Film)

حقیقت (فرانسه) (Foreign-Language Foreign Film)

چشمه باکره (سوئد) (Foreign-Language Foreign Film)
- یکشنبه‌ها هرگز (یونان)

#### جایزه گلدن گلوب سیسیل بی. دمیل
فرد آستر